# 朱尔·利萨茹
朱尔·安托瓦内·利萨茹（法語：Jules Antoine Lissajous，1822年3月4日—1880年6月24日）是一位法国数学家，利萨茹曲线以他命名。他同时制造了利萨茹装置，该装置可以产生利萨茹图形。一束光射向固定在音叉上的镜子，反射光又射向固定在另一个音叉上的一面镜子，后面这个音叉的振动方向与第一个垂直（通常音调也不同，这样产生了一种特定的和谐音程（harmonic interval）。反射光在墙上形成利萨茹图形。谐振记录器等其他装置也因此而出现。